# アメンエムハト5世
アメンエムハト5世（Amenemhat V, 在位：紀元前1796年頃 - 紀元前1793年頃）は、古代エジプト第13王朝の第3代または第4代ファラオ（王）。資料によっては2代目の王セネブエフと同一人物として扱われる。

## 概要
即位名はセケムカラー。トリノ王名表の第6欄の七行目に名前が記載されている。アル・ラフーンで見つかったパピルス文書にはセケムカラーという王の治世3年目の出来事が記録されていることから、少なくとも3，4年は統治したと思われる（同じ即位名を持つセネブエフの事である可能性もある）。ヌビアのエレファンティネ島にある女神サテトの神殿からは、アメンエムハト5世が奉納した彼自身の像が発見されている。
アメンエムハト5世と先代のセネブエフとの関係については学者の間で見解が分かれている。セネブエフ自身は「アメンエムハト・セネブエフ」という誕生名を名乗っているが、Ryholtを中心とする研究者はこれを、自身の個人名に父親の名前を組み込んだ結果であると解釈し、セネブエフを第12王朝アメンエムハト4世の息子とする説を唱えている。さらに、セネブエフとアメンエムハト5世との間に、トリノ王名表に載っていない王が短期間在位していた可能性を提示し、両者は別人であると主張している。対して、第12王朝から第13王朝にかけての時代には、一人の人物が複数の異なる個人名を持つ例が多く見られることから、Frankeに代表されるグループはアメンエムハト5世をセネブエフ自身のもう一つの個人名と考え、両者を同一人物とする説を唱えている。